# 侯家村镇
侯家村镇，是中华人民共和国陕西省西安市周至縣一个已撤销的乡级行政区，2015年，陕西省民政厅批复同意撤销侯家村镇，将其所辖行政区域划归四屯镇。